# Eva Asderaki
Eva Asderaki Moore (Chalkis, 27 gennaio 1982) è una giudice di tennis greca.
Avviata allo sport fin dall'età di sei anni, inizialmente si era dedicata alla ginnastica ritmica per dopo appassionarsi al tennis, classificandosi all'età di sedici anni tra le migliori otto giocatrici del suo Paese.

## Carriera
La sua carriera da arbitro è iniziata, quasi per caso, a un torneo internazionale organizzato nel suo tennis club dove era stato chiesto alle giocatrici di aiutare in qualità di giudici di linea. Ha ricevuto la sua prima certificazione da arbitro frequentando un seminario ITF a Salonicco.
Nel 2000 ha ottenuto la sua prima certificazione internazionale ("white") frequentando un corso in Lussemburgo.
Nel 2002 ha ricevuto la certificazione Bronze e nel 2005 la Silver. Nel 2008 ha ottenuto la certificazione Gold dall'International Tennis Federation.
È una delle poche donne ad aver ricevuto questo prestigioso riconoscimento: oltre a lei, ve ne sono attualmente in attività altre undici (l'inglese Alison Lang, la svedese Louise Engzell, la croata Marija Čičak, la cinese Juan Zhang, la serba Marijana Veljovic, la francese Aurelie Tourte, la brasiliana Paula Vieira de Souza, la norvegese Julie Kjendlie, la tedesca Miriam Bley, l'italiana Cecilia Alberti e la polacca Katarzyna Radwan-Cho).
La Asderaki è pertanto giudice di sedia in tutti e quattro i tornei del Grande Slam (Australian Open, Open di Francia, Wimbledon, US Open), in molti tornei del circuito ATP e WTA e anche in Coppa Davis e Federation Cup. Ha arbitrato anche in occasione delle Olimpiadi di Pechino.
È considerata un giudice coraggioso e praticamente infallibile nei "overrule", capace di sanzionare le giocatrici senza arroganza e di interpretare l'andamento dei match con intelligenza e sensibilità, senza smanie di protagonismo.
Ha arbitrato tre finali femminili dei tornei del Grande Slam: agli US Open 2011 tra la statunitense Serena Williams e l'australiana Samantha Stosur, a Wimbledon 2013 tra la francese Marion Bartoli e la tedesca Sabine Lisicki e agli Australian Open 2020 tra la statunitense Sofia Kenin e la spagnola Garbiñe Muguruza.
Nel 2015 è stata il primo giudice di sedia donna della storia ad arbitrare la finale maschile dell'US Open, disputata tra il serbo Novak Đoković e lo svizzero Roger Federer. La sua direzione è stata giudicata impeccabile.
Alla fine del 2015 la Asderaki ha lasciato la WTA per unirsi all'ITF.

## Giudizi di "hindrance"
La Asderaki è stata protagonista di molti casi di "hindrance", ovvero il disturbo provocato da un giocatore durante lo scambio nei confronti dell'altro, violazione che viene sanzionata con la perdita del punto da parte del giocatore che se ne è reso protagonista.
Il più famoso è accaduto nel corso della sua prima finale Slam, agli US Open 2011 tra Serena Williams e Samantha Stosur. Nel primo gioco del secondo set, su una palla break inizialmente annullata dalla Williams sul punteggio di 30-40, ha assegnato il punto (e conseguentemente il game) alla Stosur in quanto la tennista americana aveva esultato prima dell'effettiva conclusione dello scambio e quindi aveva disturbato l'australiana. Serena Williams reagì aggressivamente alla chiamata, rispondendo in malo modo alla giudice di sedia ed apostrofandola, tra l'altro, con "Sei una brutta persona", confondendola con Louise Engzell arbitro della partita, sempre degli US Open, che Serena perse due anni prima per un "warning" dato sul match-point in conseguenza di un fallo di piede. Per questo comportamento rischiò di ricevere pesanti multe e si ipotizzò, all'epoca, perfino una possibile squalifica dalle successive edizioni del torneo americano. Alla fine venne sanzionata solo con una multa di 2.000 dollari.
Altri casi di "hindrance" che vengono ricordati sono accaduti a Doha 2009 (ancora protagonista Serena Williams che perde il punto mentre sta servendo sul 3-4, 40 pari del secondo set durante l'incontro disputato con Svetlana Kuznetsova), al primo turno del Roland Garros 2012 (la Asderaki giudica "hindrance" un verso di dolore di Virginie Razzano causato dai crampi mentre sta servendo per il match sul 5-3, 30 pari del 3º set: avversaria, ancora una volta, Serena Williams), durante la finale 2014 di Federation Cup (sul set point del primo set dell'incontro Kerber-Safarova, set così vinto 6-4 dalla tennista ceca) e in occasione dell'incontro di doppio al primo turno di Coppa Davis 2018 tra Italia e Giappone, togliendo un punto all'Italia per un "alè" pronunciato da Fognini..